# SC München Süd
Der Sportclub München Süd e.V. ist ein deutscher Fußballverein mit Sitz im Stadtbezirk Sendling der bayerischen Landeshauptstadt München.

## Geschichte

### Gründung bis Verbot
Der Verein wurde im Mai 1915 von ehemaligen Schulkameraden als Arbeitersportverein Riders gegründet. In der Saison 1915/16 konnte sogleich auch die Münchner Bezirksmeisterschaft erreicht werden, jedoch musste danach der Spielbetrieb bedingt durch den Ersten Weltkrieg sofort wieder eingestellt werden. Im Jahr 1918 oder 1919 schlossen sich die Riders sowie zwei weitere Vereine aus der näheren Umgebung zum heutigen SC Süd zusammen. Als Vereinsfarben wurde sich auf Weiß und Gelb geeinigt. Über weitere Erfolge in der Zeit danach ist nichts bekannt. Einige Spieler sollten in dieser Zeit jedoch zum FC Teutonia abwandern. Nach der Machtergreifung der Nationalsozialisten wurde die Arbeitersportbewegung verboten und damit der Verein auch zwangsweise aufgelöst.

### Neugründung bis heute
Nach dem Ende des Zweiten Weltkrieges wurde der Verein von einer Gruppe von ehemaligen Mitgliedern wieder ins Leben gerufen. Zur Saison 1947/48 gelang dem wiedergegründeten Club dann gleich mit dem Aufstieg in die zu dieser Zeit zweitklassige Landesliga Bayern der größte Vereinserfolg. Da die Spielklasse zur nächsten Saison eingleisig wurde, mussten viele Vereine wieder absteigen, darunter auch der SC, der mit 20:28 Punkten auf dem achten Platz der Staffel Südbayern den Schnitt nur knapp verpasste. Ab 1951 spielte der Verein in der neu eingeführten 2. Amateurliga. Diese konnte die Mannschaft bis 1962 halten. Nach dem Abstieg in die A-Klasse sowie dem direkten Wiederaufstieg ging es aber sofort erneut hinunter. Seitdem wechselte der Verein immer wieder zwischen A-Klasse und B-Klasse mit einer Ausnahme im Jahr 1971, in der es für eine Saison für die Bezirksliga reichen sollte. Im Jahr 1998 und 1999 gelang schließlich noch einmal eine Zeit lang die Teilnahme an der Kreisklasse. Danach verblieb der Verein aber wieder eine längere Zeit in den unteren Münchner Spielklassen. 

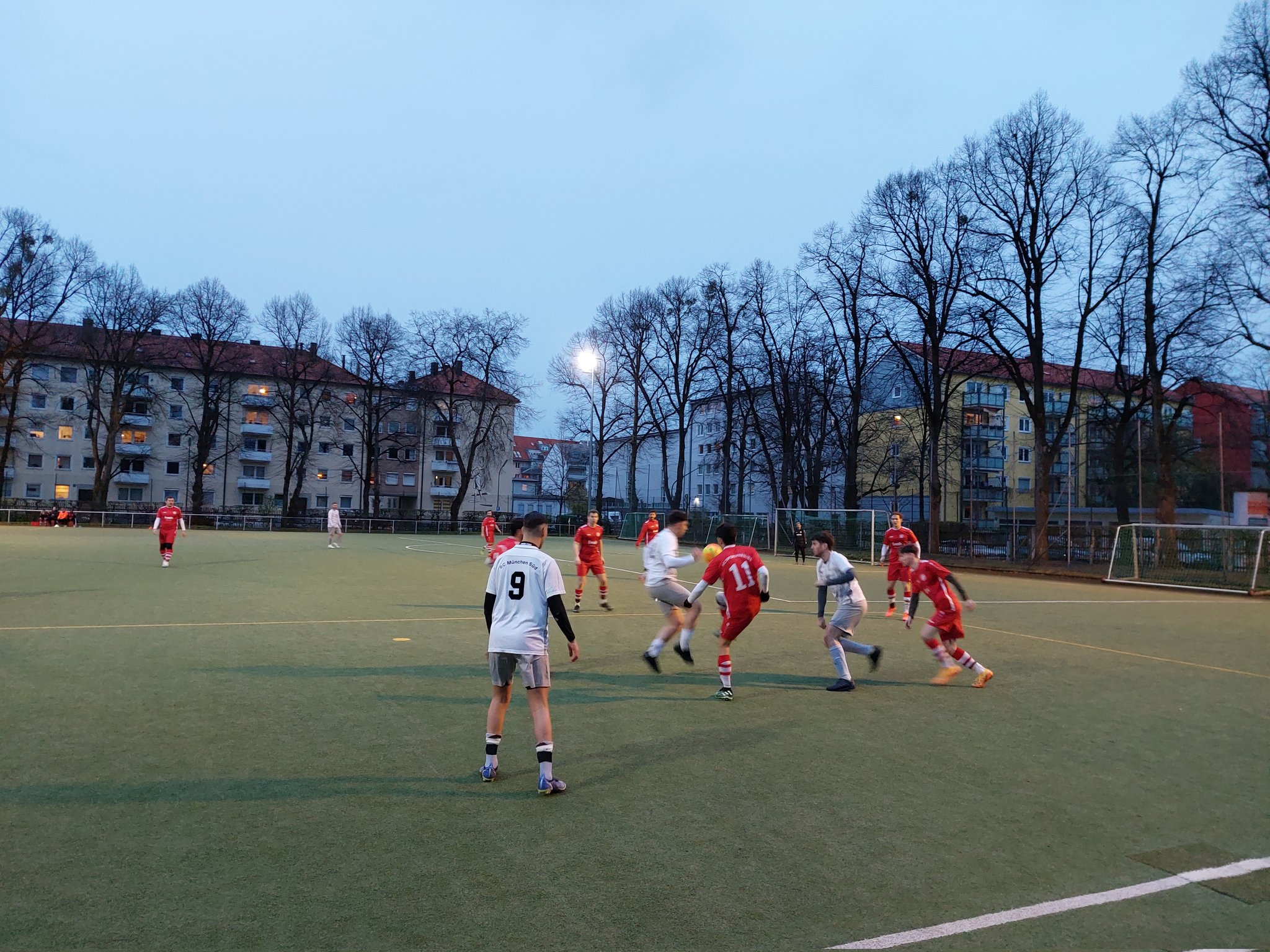
Spielszene SC München Süd - FC Sportfreunde München (A-Klasse), Sportplatz Wackersberger Straße

2019/20 spielte der Verein nach längerer Zeit wieder in der Kreisklasse. Es folgten jedoch zwei Abstiege bis in die B-Klasse.